# Matheus Pereira (futbolista nacido en 1996)
Matheus Pereira (Belo Horizonte, Minas Gerais, Brasil, 5 de mayo de 1996) es un futbolista brasileño, nacionalizado portugués, que juega de centrocampista en el Cruzeiro E. C. del Campeonato Brasileño de Serie A.

## Trayectoria
Nacido en Belo Horizonte, Pereira migró a Portugal a los 14 años para entrar en las inferiores del Sporting de Lisboa. El 18 de enero de 2014 debutó con el equipo B del club en el empate 1:1 contra el C. D. Trofense en la Segunda Liga. Anotó su primer gol para el equipo B el 7 de marzo de 2015 en la victoria por 4:3 en casa sobre el C.D. Tondela.
Bajo la dirección de Jorge Jesus, Pereira fue llamado al primer equipo del club para la temporada 2015-16. Debutó con el Sporting el 1 de octubre en el empate 1:1 contra el Beşiktaş en la Liga Europa de la UEFA. Más tarde, ese mismo mes anotaría sus primeros goles en el primer equipo, uno al U. D. Vilafranquense en la Copa de Portugal y otro al Klubi Futbollistik Skënderbeu Korçë en la Liga Europa.
Para la temporada 2017-18, fue enviado a préstamo al G. D. Chaves de la Primeira Liga. Anotó siete goles en la liga durante su préstamo, ocho en total, y su equipo quedó en el sexto lugar de la clasificación.
El 31 de agosto de 2018, durante los últimos días del periodo de transferencias, el brasileño fue enviado a préstamo al 1. F. C. Núremberg de la Bundesliga para toda la temporada. Debutó en la primera división alemana 16 días después en el empate 1:1 de visita contra el Werder Bremen. Al término de la Bundesliga, fue nominado al premio de mejor jugador joven de la temporada.
El 8 de agosto de 2019 fue enviado a préstamo al West Bromwich Albion de la EFL Champíonship, con opción de compra. Anotó su primer gol en Inglaterra el 28 de septiembre en la victoria por 2:0 sobre el Queens Park Rangers. En junio de 2020 se hizo efectiva dicha opción y fue adquirido en propiedad. Tras un año más en el club, en agosto de 2021 fue traspasado al Al-Hilal Saudi F. C. Después año y medio se fue a los Emiratos Árabes Unidos, para jugar en el Al-Wahda.
Cruzeiro E. C. anunció el fichaje de Matheus Pereira el 24 de julio de 2023. Cedido por el Al-Hilal de Arabia Saudita, permanecerá inicialmente en Belo Horizonte por una temporada.
El jugador debutó con el equipo Celeste el 29 de julio, entrando desde la banca y entrando en los minutos finales de un empate 3-3 contra el Athletico Paranaense. Marcó su primer gol con el Cruzeiro el 30 de noviembre, en un nuevo empate contra el Athletico Paranaense, esta vez 1-1, en un partido válido por el Campeonato Brasileño. Con la camiseta número 10, Matheus Pereira completó 100 partidos con el Cruzeiro en el partido de la victoria por 4-1 sobre el Grêmio, el 13 de julio de 2025, en el Mineirão, por la 13ª jornada de la Serie A del Campeonato Brasileño.

## Estadísticas
Actualizado al último partido disputado el 28 de mayo de 2025.
| Club | Div.          | Temporada     | Liga  | Liga  | Estatal | Estatal | Copas nacionales(1) | Copas nacionales(1) | Copas internacionales(2) | Copas internacionales(2) | Total | Total |
| Club | Div.          | Temporada     | Part. | Goles | Part.   | Goles   | Part.               | Goles               | Part.                    | Goles                    | Part. | Goles |
| --- | ------------- | ------------- | ----- | ----- | ------- | ------- | ------------------- | ------------------- | ------------------------ | ------------------------ | ----- | ----- |
| Sporting C. P. "B" Portugal | 2.ª           | 2013-14       | 4     | 0     | —       | —       | —                   | —                   | —                        | —                        | 4     | 0     |
| Sporting C. P. "B" Portugal | 2.ª           | 2014-15       | 12    | 1     | —       | —       | —                   | —                   | —                        | —                        | 12    | 1     |
| Sporting C. P. "B" Portugal | 2.ª           | 2015-16       | 12    | 8     | —       | —       | —                   | —                   | —                        | —                        | 12    | 8     |
| Sporting C. P. "B" Portugal | 2.ª           | 2016-17       | 14    | 8     | —       | —       | —                   | —                   | —                        | —                        | 14    | 8     |
| Sporting C. P. "B" Portugal | Total club    | Total club    | 42    | 17    | 0       | 0       | 0                   | 0                   | 0                        | 0                        | 42    | 17    |
| Sporting C. P. Portugal | 1.ª           | 2015-16       | 8     | 0     | —       | —       | 5                   | 2                   | 5                        | 3                        | 18    | 5     |
| Sporting C. P. Portugal | 1.ª           | 2016-17       | 7     | 1     | —       | —       | 2                   | 0                   | —                        | —                        | 9     | 1     |
| Sporting C. P. Portugal | Total club    | Total club    | 15    | 1     | 0       | 0       | 7                   | 2                   | 5                        | 3                        | 27    | 6     |
| G. D. Chaves Portugal | 1.ª           | 2017-18       | 27    | 7     | —       | —       | 3                   | 1                   | —                        | —                        | 30    | 8     |
| G. D. Chaves Portugal | Total club    | Total club    | 27    | 7     | 0       | 0       | 3                   | 1                   | 0                        | 0                        | 30    | 8     |
| 1. F. C. Núremberg · Alemania | 1.ª           | 2018-19       | 19    | 3     | —       | —       | 2                   | 0                   | —                        | —                        | 21    | 3     |
| 1. F. C. Núremberg · Alemania | Total club    | Total club    | 19    | 3     | 0       | 0       | 2                   | 0                   | 0                        | 0                        | 21    | 3     |
| West Bromwich Albion F. C. Inglaterra | 2.ª           | 2019-20       | 42    | 8     | —       | —       | 1                   | 0                   | —                        | —                        | 43    | 8     |
| West Bromwich Albion F. C. Inglaterra | 1.ª           | 2020-21       | 33    | 11    | —       | —       | 1                   | 1                   | —                        | —                        | 34    | 12    |
| West Bromwich Albion F. C. Inglaterra | Total club    | Total club    | 75    | 19    | 0       | 0       | 2                   | 1                   | 0                        | 0                        | 77    | 20    |
| Al-Hilal Saudi F. C. Arabia Saudita | 1.ª           | 2021-22       | 21    | 2     | —       | —       | 3                   | 0                   | 10                       | 1                        | 34    | 3     |
| Al-Hilal Saudi F. C. Arabia Saudita | 1.ª           | 2022-23       | 7     | 0     | —       | —       | 1                   | 0                   | —                        | —                        | 8     | 0     |
| Al-Hilal Saudi F. C. Arabia Saudita | Total club    | Total club    | 28    | 2     | 0       | 0       | 4                   | 0                   | 10                       | 1                        | 42    | 3     |
| Al-Wahda · EAU | 1.ª           | 2022-23       | 10    | 1     | —       | —       | —                   | —                   | —                        | —                        | 10    | 1     |
| Al-Wahda · EAU | Total club    | Total club    | 10    | 1     | 0       | 0       | 0                   | 0                   | 0                        | 0                        | 10    | 1     |
| Cruzeiro E. C. · Brasil | 1.ª           | 2023          | 15    | 1     | —       | —       | —                   | —                   | —                        | —                        | 15    | 1     |
| Cruzeiro E. C. · Brasil | 1.ª           | 2024          | 34    | 8     | 11      | 1       | 1                   | 0                   | 13                       | 2                        | 59    | 11    |
| Cruzeiro E. C. · Brasil | 1.ª           | 2025          | 8     | 2     | 7       | 0       | 2                   | 0                   | 2                        | 0                        | 19    | 2     |
| Cruzeiro E. C. · Brasil | Total club    | Total club    | 57    | 11    | 18      | 1       | 3                   | 0                   | 15                       | 2                        | 93    | 14    |
| Total carrera | Total carrera | Total carrera | 273   | 61    | 18      | 1       | 21                  | 4                   | 30                       | 6                        | 342   | 72    |
| (1) Incluye datos de la Copa de Portugal, la Copa de la Liga de Portugal, la Copa de Alemania, la FA Cup, la Copa de la Liga de Inglaterra, la Copa del Rey de Campeones, la Supercopa de Arabia Saudita y la Copa de Brasil. (2) Incluye datos de la Liga Europa de la UEFA, Liga de Campeones de la AFC, Copa Sudamericana y Copa Mundial de Clubes de la FIFA. |               |               |       |       |         |         |                     |                     |                          |                          |       |       |

## Palmarés

### Títulos nacionales
| Título                      | Club                 | País           | Año  |
| --------------------------- | -------------------- | -------------- | ---- |
| Supercopa de Arabia Saudita | Al-Hilal Saudi F. C. | Arabia Saudita | 2021 |
| Liga Profesional Saudí      | Al-Hilal Saudi F. C. | Arabia Saudita | 2022 |

### Títulos internacionales
| Título                      | Club                 | Sede | Año  |
| --------------------------- | -------------------- | ---- | ---- |
| Liga de Campeones de la AFC | Al-Hilal Saudi F. C. | Riad | 2021 |